# Pallacanestro 3x3 ai XIX Giochi dei piccoli stati d'Europa
Le competizioni di pallacanestro 3x3 ai XIX Giochi dei piccoli stati d'Europa si sono svolte dal 29 maggio al 1 giugno 2023.

## Podi
| Evento           | Oro         | Argento     | Bronzo  |
| Torneo maschile  | Cipro       | Lussemburgo | Andorra |
| Torneo femminile | Lussemburgo | Andorra     | Cipro   |

## Medagliere
| Pos.   | Paese       | Oro | Argento | Bronzo | Totale |
| ------ | ----------- | --- | ------- | ------ | ------ |
| 1      | Lussemburgo | 1   | 1       | 0      | 2      |
| 2      | Cipro       | 1   | 0       | 1      | 2      |
| 3      | Andorra     | 0   | 1       | 1      | 2      |
| Totale | Totale      | 2   | 2       | 2      | 6      |